# Monastère de la Mère-de-Dieu de Kuršumlija
Le monastère de la Mère-de-Dieu de Kuršumlija (en serbe cyrillique : Манастир Богородице код Куршумлије ; en serbe latin : Manastir Bogorodice kod Kuršumlije) est un monastère orthodoxe serbe. Il est situé à proximité de la ville de Kuršumlija, en Serbie. Il dépend de l'éparchie de Niš et est inscrit sur la liste des monuments d'importance exceptionnelle de la République de Serbie (identifiant no SK 208).

## Présentation
Le monastère de la Mère-de-Dieu est, avec le monastère voisin de Saint-Nicolas, la plus ancienne fondation monastique du souverain serbe Stefan Nemanja (1168-1196). Il est situé près du confluent de la Kosanica et de la Toplica, à proximité des ruines d'une basilique byzantine et il a été lui-même construit sur les fondations d'une église remontant au Ve ou au VIe siècle. Le bâtiment, de plan tréflé, est constitué d'une nef unique, configuration caractéristique des églises de Constantinople et du Mont Athos. L'église abrite une iconostase en pierre. L'église du monastère est aujourd'hui en ruine et elle a été inscrite en 1979 sur la liste des monuments d'importance exceptionnelle de la République de Serbie.

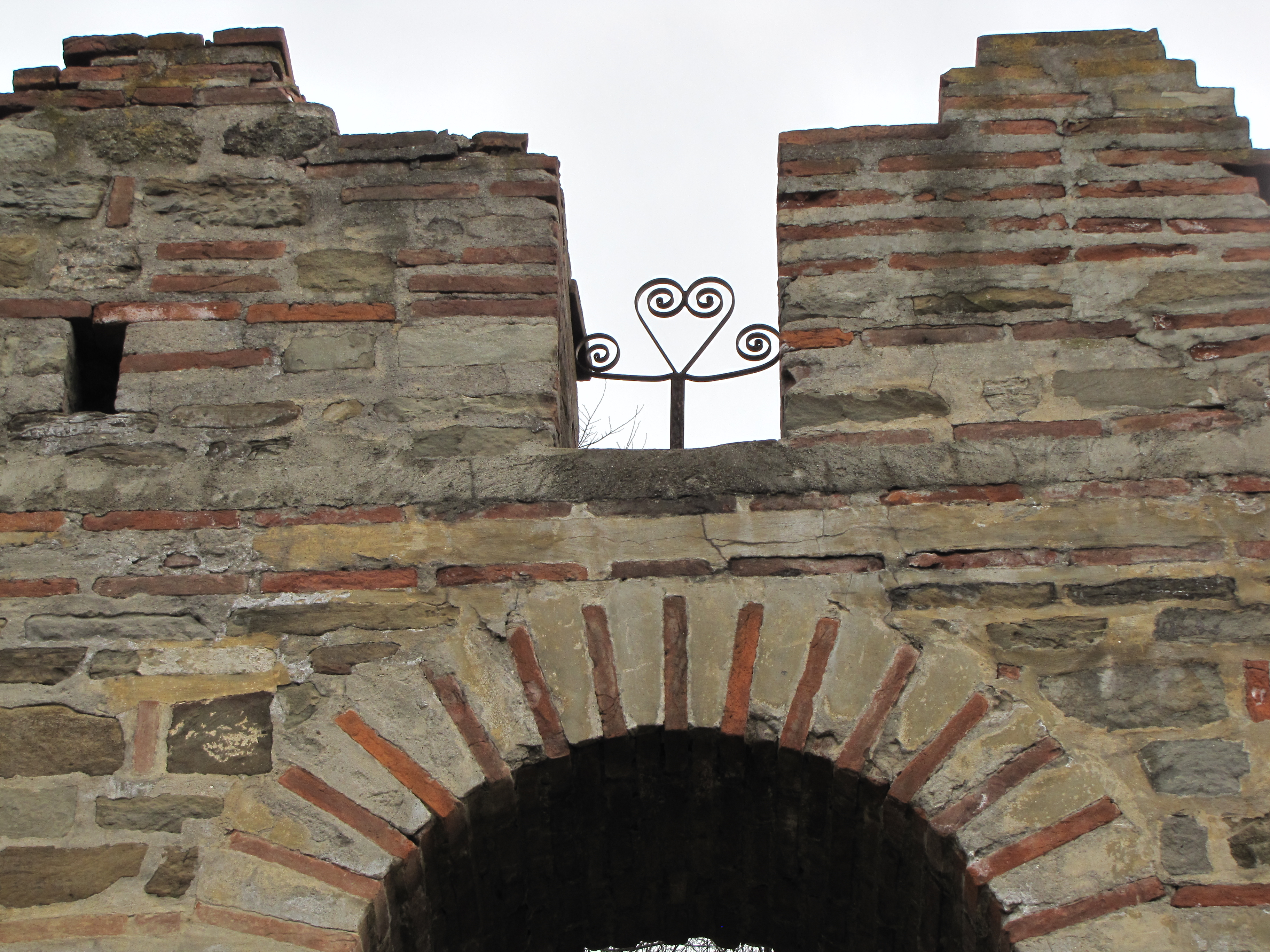
Détail des ruines de l'église

Le monastère est associé au souvenir de la princesse Ana Nemanjić, la femme de Stefan Nemanja et la mère de Saint Sava, qui, sous le nom religieux d'Anastasija, s'y est retirée. Au milieu du XVe siècle, entre 1451 et 1457, le monastère était placé sous la protection de la sultane Mara Branković, la femme du sultan Murad II (1421—1451). 